# Henning von Tresckow
Henning von Tresckow (Magdeburgo, 10 de Janeiro de 1901 – Białystok, 21 de Julho de 1944), foi um general da Wehrmacht e um dos membros da resistência alemã ao regime nazi de Adolf Hitler.

## Biografia
Tresckow nasceu em 1901, numa família de aristocratas prussianos com longa tradição militar. A sua carreira militar começou na Primeira Guerra Mundial, onde lutou na segunda batalha do Marne como um dos mais jovens tenentes do exército imperial alemão. Pelas suas acções, Tresckow mereceu elogios dos seus superiores e uma Cruz de Ferro de primeira classe.
Após o armistício, Tresckow abandonou a vida militar para prosseguir os seus estudos tendo em vista uma carreira na área das finanças. Em 1926 regressou ao serviço militar activo pouco depois do seu casamento com Erika von Falkenhayn.
Inicialmente, Tresckow foi simpatizante da ideologia Nacional-Socialista de Hitler, devido à oposição às condições do tratado de Versailles que partilhava. Iria mudar de ideias, depois das perseguições da noite das facas longas de 1934 e do caso Blomberg-Fritsch de 1938, que deixou antever a supremacia que os ideólogos do partido nazi teriam sobre a gestão dos oficiais da Wehrmacht. Em consequência, aproximou-se de figuras civis e militares com uma atitude crítica semelhante, tal como Erwin von Witzleben, Hans Oster e outros oficiais do exército. Entretanto, Tresckow concluiu os seus estudos na Kriegsakademie (Colégio Militar) em 1936, graduando-se como o melhor do seu ano.
Com o início da Segunda Guerra Mundial, Tresckow foi destacado para o staff do general Gerd von Rundstedt e em 1943 passou ao serviço do seu tio Fedor von Bock, na frente Russa, onde permaneceria até à sua morte.
Tresckow planejou vários atentados contra a vida de Hitler, crendo que apenas o seu desaparecimento podia pôr um fim digno para a guerra. Foram todos abortados ou falhados por uma ou outra razão. O mais importante destes realizou-se em Março de 1943, na sequência de uma visita do Führer à frente Leste. Tresckow e o seu adjunto Fabian von Schlabrendorff conseguiram disfarçar dois pacotes de explosivos como caixas de Cognac, embarcá-los no avião onde Hitler seguia, mas o dispositivo de ignição falhou.
Em 20 de Julho de 1944, Claus von Stauffenberg falha um atentado à bomba contra a vida de Hitler. Quando soube das notícias do falhanço, Tresckow decidiu cometer suicídio e, para proteger os seus colaboradores e família, procurou disfarçar o acto com uma morte em combate, matando-se com uma granada. O corpo foi enviado com honras militares para a família mas, meses depois, os nazis descobriram o envolvimento de Tresckow no movimento de resistência. Em consequência, o seu corpo foi exumado e levado para o crematório do campo de concentração de Sachsenhausen.

## Citações
- "O assassinato deve ser tentado a todo custo. Mesmo que não tenha sucesso, uma tentativa de tomar o poder em Berlim deve ser feita. O que importa agora não é mais o objetivo prático do golpe, mas provar ao mundo e para o registros da história que os homens da resistência ousaram dar o passo decisivo. Comparado a esse objetivo, nada mais tem importância”. (1944)[3]
- "Lembre-se deste momento. Se não convencermos o marechal de campo (Fedor von Bock) a voar para Hitler imediatamente e ter essas ordens (Ordem do Comissário) canceladas, o povo alemão será sobrecarregado com uma culpa que o mundo não esquecerá em cem anos. Essa culpa recairá não apenas sobre Hitler, Himmler, Göring e seus camaradas, mas sobre você e eu, sua esposa e minha, seus filhos e meus, aquela mulher atravessando a rua e aquelas crianças ali jogando bola." (1941)[4][5]
- "Não é terrível? Aqui estamos nós, dois oficiais do Estado-Maior Alemão, discutindo a melhor forma de assassinar nosso comandante-em-chefe. Deve ser feito. Esta é nossa única chance... Hitler deve ser abatido como um cachorro raivoso." (1943)[6]
- "Não consigo entender como as pessoas ainda podem se chamar de cristãs e não serem adversárias furiosas do regime de Hitler." (Abril de 1943)[7]
- "É quase certo que falharemos. Mas como a história futura julgará o povo alemão se nem mesmo um punhado de homens teve a coragem de acabar com aquele criminoso?" (Junho de 1944)[8]
- "A ideia de liberdade nunca pode ser dissociada da verdadeira Prússia. O verdadeiro espírito prussiano significa uma síntese entre contenção e liberdade, entre subordinação voluntária e liderança consciente, entre orgulho de si mesmo e consideração pelos outros, entre rigor e compaixão. A menos que haja equilíbrio. mantido entre essas qualidades, o espírito prussiano corre o risco de degenerar em uma rotina sem alma e em um dogmatismo de mente estreita." (1943, na confirmação de seu filho na Igreja Potsdam Garrison)[9]
- “Eu gostaria de mostrar ao povo alemão um filme intitulado 'A Alemanha no fim da guerra'. Então, talvez as pessoas ficassem alarmadas e percebessem para onde estamos indo. As pessoas concordariam comigo que o senhor da guerra superior (Hitler) deve desaparecer. Mas, como não podemos mostrar este filme, as pessoas vão trazer a lenda da "facada nas costas" sempre que agimos contra Hitler." (Dezembro de 1941)[10]
- "Todos os dias, estamos assassinando cerca de 16 000 vítimas adicionais."[11]
- "Hitler é um dervixe dançarino. Ele deve ser abatido." (1938)[12]